# Nicole Nau
 Nicole Nau  (Düsseldorf, 30 de enero de 1963) es una bailarina alemana contemporánea de tango argentino y folklore argentino, radicada en Argentina y Alemania. 

## Biografía
Antes de mudarse a Argentina en 1989, Nau realizó estudios universitarios de diseño gráfico y trabajó como diseñadora gráfica para agencias de publicidad en Alemania. Realiza su primera participación en una obra argentina en el 1989 en Toronto Canadá, siendo la única extranjera del cast de bailarines. De ahí se muda a Argentina. Una vez llegada a Buenos Aires se perfeccionó como bailarina profesional. En 1990 realizó su primera actuación como solista en el Café Homero.
En ese mismo año es contratada como bailarina para la ópera Marathon y debuta en el Teatro Colón de Buenos Aires.
2002 coproduce la ópera Orestes - último Tango, con el Wereld Muziek Theater Festival de los Países Bajos. En esta ópera baila por primera vez con Luis Pereyra, su marido y desde entonces compañero de baile. El nombre artístico que lleva la pareja es Nicole Nau & Luis Pereyra.
En colaboración con Luis Pereyra nacen las producciones El Sonido de mi Tierra I, El Sonido de mi Tierra - Personalísimo, Bailando en Soledad, Secretos de la Danza y El Color de mi Baile, VIDA. Desde 2007 al 2010 ocuparon la dirección artística del emblemático Café de los Angelitos.Luego tomaron la dirección artística del Viejo Almacén.
Nicole Nau actuó en muchos países, como Chile, Bolivia, Alemania, España, Japón, Rusia, los Países Bajos, Austria, Suiza, Suecia, Gran Bretaña y Canadá. Desde 2012 es miembro de la compañía El Sonido de mi Tierra - The Great Dance of Argentina, cuyo director artístico es Luis Pereyra. Desde el año 2016 actúa en la reconocida obra VIDA!
Desde 2016 Nicole Nau regresó a Alemania donde produce sus propios espectáculos. 
Nau realiza el diseño de vestuario en varias producciones de Tango- y Folklore.
"Tanze Tango mit dem Leben", el libro de Nicole Nau salió en la editorial Bastei Lübbe Verlag, Alemania. Lanzamiento Frankfurter Buchmesse, 11.10.2013. Entró en segunda edición en enero de 2014.
Desde 2016 vive en Alemania, cerca de su ciudad natal Düsseldorf y Argentina.

## Publicaciones de libros
- Nicole Nau-Klapwijk: Tango Dimensionen Editorial Kastell Verlag, Munich 1999, ISBN 978-3-924592-65-3
- Nicole Nau-Klapwijk: Tango, un baile bien porteño Editorial Corregidor, Buenos Aires 2000, ISBN 950-05-1311-0
- Nicole Nau: Tanze Tango mit dem Leben Verlag Bastei Lübbe, Köln 11.10.2013, se está preparando la segunda edición
- 2025: Der Klang meiner Erde, Nicole Nau & Luis Pereyra, PalmArtPress Verlag, Berlin. Libro 300 páginas ISBN 978-3-96-258-211-1

## Premios y condecoraciones
- 1993: COMFER, Comité Federal de Radiodifusión, recibe el premio en agradecimiento por su aporte a la cultura, entregado por León Guinsburg.
- 2000: Representación de su imagen en un sello postal del Correo Argentino, emitido para el aniversario del Tango (cien años). La imagen muestra a Nicole Nau juntos a su primer compañero de baile, sobre la base de una fotografía de Máximo Parpagnoli. (Fecha de emisión 11 de noviembre de 2000).[9]
- 2001: Representación de la misma imagen juntos a una nueva foto en un sello postal del Correo Argentino emitido para la exposición mundial de filatelia en Japón (fecha de emisión 28 de julio de 2001).[10]
- 2012: Su obra Tango Puro Argentino y más! es declarada DE INTERÉS CULTURAL por la Secretaría de Cultura de la Presidencia de la Nación, Ref. Expete. S.C.Nro 6020/12
- 2014: Nicole Nau & Luis Pereyra Company es nominada como miembro del International Dance Council CID | UNESCO por CID Presidente Dr. Alkis Raftis
- 2016: La obra VIDA II fue declarada de "alto interés artistico y cultural" por el Ministerio de exteriores y culto. Nota Dicul: 273/216

## DVD y CD
- 2004: El Sonido de mi Tierra. ICARO Producciones. Nicole Nau & Luis Pereyra
- 2007: Bailando en Soledad Tango. DVD. Nicole Nau & Luis Pereyra
- 2008: Secretos de la Danza. la música del espectáculo, CD, Nicole Nau & Luis Pereyra
- 2011: Tango Puro Argentino & Más, DVD, Nicole Nau & Luis Pereyra. Apollo Varieté Theater Düsseldorf. Guido Gayk
- 2012: Tango Puro Argentino & Más - mit grosser Kompanie, con compañía grande, DVD, Nicole Nau & Luis Pereyra y otros artistas. CCBorges. ICARO
- 2012: El Sonido de mi Tierra, DVD, Nicole Nau & Luis Pereyra. Compañía grande. Lünen Stadttheater. CAMEO
- 2012: Nuestro Tango, Enseñanza, DVD, Nicole Nau & Luis Pereyra. Guido Gayk

## Actuaciones (selección)
- 1989: Music Hall Theatre, Canada, Toronto. Dirección Romulo & Mr. Young
- 1993: Maraton, Opera, Dirección Jaime Kogan, Teatro Colón - Argentina[11]
- 1994: Festival Cosquin 34 edición - Argentina
- 1994: Festival Villa Allende con Susana Rinaldi
- 1996: Gira con Dalasinfoniettan - Suecia
- 1997: Japón´97 - Japón
- 1999: Tango Total, WMTF Festival – Países Bajos, Bélgica[12]
- 2003-2006: Viejo Almacén, emblemática casa de Tango - Buenos Aires, Argentina[13]
- 2009: Argentinísima, los 40 años, Julio Marbiz - Buenos Aires, Argentina.[14]
- 2011: Misa Criolla al pie del Monumento a la Bandera, Rosario Argentina. Coreografía, baile y percussión. Artistas: los tenores Zamba Quipildor y Luis Lima.[15]
- 2011: Misa Criolla en la Plaza Mayor de Monte Grande Argentina. Coreografía y baile. Transmisión en Vivo para el canal de televisión argentino C5N. Artistas: Zamba Quipildor y la actriz Soledad Villamil.[16]
- 2011: 7 Festival Internacional de Tango en Justo Daract, San Luis Argentina. Coreografía, baile y Dirección Artística para el Viejo Almacén. Transmisión en Vivo para el canal de televisión argentino 26. Artistas: Hugo Marcel y Nelly Vázquez.[17]
- 2012: Festival de la Chacarera, Santiago del Estero[18]
- 2012: Carabajalazo en el City Center Rosario
- 2012: Tango Puro Argentino y Más . Gira por Europa, como por ejemplo Berlin Tipizelt, Theaterhaus Stuttgart, Konzerttheater Coesfeld
- 2012: SWR 3 Alemania, invitados en el programa Menschen der Woche, Frank Elstner
- 2012: Actuación en Laferrere en el recital del Chaqueño Palavecino, emitido en vivi por C5N TV
- 2013: Festival Cosquin con Claudio Pereyra Córdoba[19]
- 2013: Festival Cosquin Interpretación Vidala para mi Sombra con Oscar El Chaqueño Palavecino Córdoba[20]
- 2013: Viejo Almacén en Buenos Aires, invitados de honor, a partir de febrero de 2013
- 2013: Viejo Almacén, dirección artística. A partir de junio de 2013
- 2013: Das Traumschiff, gira por Scandinavia. Teatro MS Deutschland. Noruega, Finlandia, Suecia.
- 2013: DAS! Abendmagazin, NDR TV Live Show 27.9.2013[21]
- 2013: BR 3 Mensch Otto con Thorsten Otto
- 2013: Domradio
- 2014: Presentación del libro Tanze Tango mit dem Leben de Nicole Nau en la embajada Alemana de Buenos Aires. Invitaron el señor embajador conde Bernhard de Waldersee y su esposa la condesa Katerina de Waldersee.
- 2014/15: VIDA, gira por Europa
- 2015: Bayerischer Filmpreis
- Teatro Astral, Buenos Aires VIDA[22]
- 2025: Actuación con la Philharmonica Würth Philharmonikern "Rhythmus und Tanz". Batuta Claudio Vandelli. Solista Claudio Constantini. Nicole Nau & Luis Pereyra interpretan Verano Porteño, Oblivion y Libertango de Astor Piazzolla y el Boléro de Maurice Ravel. [23]

## Producciones propias (selección)
- 2002: Orestes - último Tango, Opera de Tango, Choreografía Oscar Araiz, una coproducción con el WMTF Festival – Países Bajos y Bélgica
- 2004-2005: El Sonido de mi Tierra,[24][25] Europa (por ejemplo: Tonhalle Düsseldorf, Königliches Tropeninstitut Amsterdam (KIT), Teo Otto Theater Remscheid, NDT Den Haag
- 2006: Bailando en Soledad, Coreografía Luis Pereyra[26] - Europa, Argentina
- 2007: Secretos de la Danza, Coreografía Luis Pereyra[27] - Europa, Argentina
- 2009: El Color de mi Baile, Coreografía Luis Pereyra[28][29] - Europa, Argentina
- 2007-2010: Café de los Angelitos - El Tango, Dirección Artística Nicole Nau & Luis Pereyra, Coreografía Luis Pereyra[30][31][32] - Buenos Aires
- 2010-2011: El Viejo Almacén Dirección Artística[33] -Argentina
- 2011: Tango Puro Argentinogira por Europa
- 2011: Aquí!!! Folklore Teatro Astral, Buenos Aires Argentina. Codirección Artística. Artistas: Cuti & Roberto Carabajal, El Chaqueño Palavecino, Suna Rocha, Zamba Quipildor, Luis Pereyra, Leopoldo Federico, Mario Alvaréz Quiroga, Julia Elena Dávalos. Una creación de Julio Marbiz[34]
- 2012: Tango Puro Argentino a bordo del crucero MS Deutschland, Traumschiff. Artista invitado: Carlos Galván (1940-2014).
- 2012: Crónica TV - Argentinisima La Peña de Martin Marbiz Dirección Artística y Producción ejecutiva del programa desde 18.3.2012
- 2012: Tango Puro Argentino y más! dirección artística, diseño de vestuario y baile. Debut Centro Cultural Borges, Buenos Aires 17. de junio 2012[35]
- 2012: Tango Puro Argentino y más! en Rio Tubio, festejos a la ciudad
- 2013: El Sonido de mi Tierra dirección artística, diseño de vestuario y actuación. Debut en el Teatro Sala Siranush, Buenos Aires, 9. de febrero de 2013[36]
- 2013: Viejo Almacén, dirección artística. A partir de junio de 2013
- 2013: Tour 2013 El Sonido de mi Tierra - The great dance of Argentina. Premiere 29.9.2013 (Philarmónica de Múnich, Tipi Berlin, Fliegende Bauten Hamburgo, Capitol Mannheim, Apollo Düsseldorf, Tanzbrunnen Colonia, Theaterhaus Stuttgart)
- 2013 y 2014: El Viejo Almacén Dirección Artística
- 2014: Festival Cosquin Edición 54. Presentación con la propia compañía El Sonido de mi Tierra.
- 2014 y 2015: Gira por Europa con la propia producción VIDA, en más de 70 lugares, como Musical Dome Köln, Colloseum Essen, Philharmonie München, Theaterhaus Stuttgart, World Forum Den Haag, Kampnagel Hamburg
- 2016: Presentación en el marco del "Bayerischer Filmpreis"
- 2016: El Sonido de mi Tierra se presenta en el Teatro 25 de Mayo como espectáculo central en el acto oficial de la Víspera del 9 de Julio del Bicentenario.
- 2017: Gira por Europa con "VIDA! ARGENTINO". Dernière en el Folies Bergère, París.
- 2018: Gira por Europa con "Baila Tango con la Vida"
- 2018: Gira por Europa con "VIDA!" Holanda, Bélgica, Alemania.
- 2019: Gira por Europa con "VIDA!". Zúrich, Berlín, Potsdam, Wien, Düsseldorf Tonhalle, etc.
- 2019: Gira por Europa con "Se dice de mi"
- 2022: Gira por Argentina, Alemania, Austria, Suiza con VIDA[37]